# 3Com
3Com Corporation (Computer, Communication, Compatibility)  a fost un producător de echipamente de rețea (network) cu sediul în Marlborough, Massachusetts, USA.

## Istorie
Numele 3Com derivă din obiectivul companiei „Computers, Communication and Compatibility“ (limba română: calculator, comunicație și compatibilitate). Firma a fost fondată în 1979 de către Dr. Robert Metcalfe, care în prealabil, a avut un rol esential la Xerox PARC în dezvoltarea tehnologiei Ethernet. La 11 noiembrie 2009, 3Com și Hewlett-Packard au anunțat că 3Com va trebui să fie achiziționat de HP.
Pentru achiziționare HP a investit 7.90 dolari pe actiune 3Com, în valoare totală de 2,7 miliarde dolari americani (aproximativ 1,98 miliarde EUR). Cu preluarea completă la 12 aprilie 2010, 3Com a încheiat a mai fi brand independent.

## Acțiuni
La NASDAQ, firma este sub simbolul COMS listată.